# Born Winners
Born Winners is een Nederlands televisieprogramma van AVROTROS waarbij oud topsporters samen met hun zoon of dochter in sportieve opdrachten het tegen elkaar opnemen. De presentatie is in handen van Hila Noorzai, die wordt bijgestaan door Marianne Timmer. Iedere aflevering geeft Frank Snoeks commentaar tijdens de opdrachten.

## Seizoen 1
In seizoen 1 streden zes duo's om de titel Born Winners. De volgende duo's deden mee: oud-profvoetballer Regi Blinker en zijn dochter Jackie Blinker, oud-wielrenner Erik Breukink en zijn dochter Kim Breukink, oud-judoka Dennis van der Geest en zijn zoon Bjorn van der Geest, oud-hockeyer Teun de Nooijer en zijn dochter Lilli de Nooijer, oud-zwemster Annemarie Verstappen en haar zoon Sebastiën Verstappen en oud-schaatser Falco Zandstra en zijn dochter Mirthe Zandstra. Uiteindelijk wist team De Nooijer er met de trofee vandoor te gaan door in de finale aflevering in het Olympisch Stadion in Amsterdam Team Breukink en Team Van der Geest achter zich te laten.
| Plaats | Duo                                      | Discipline | Eindklassering                       |
| ------ | ---------------------------------------- | ---------- | ------------------------------------ |
| 1.     | Team De Nooijer (Teun en Lilli)          | Hockey     | Winnaar                              |
| 2.     | Team Van der Geest (Dennis en Bjorn)     | Judo       | Tweede in de finale                  |
| 3.     | Team Breukink (Erik en Kim)              | Wielrennen | Derde in de finale                   |
| 4.     | Team Zandstra (Falco en Mirthe)          | Schaatsen  | Gediskwalificeerd in de halve finale |
| 5.     | Team Blinker (Regi en Jackie)            | Voetbal    | Opgegeven in aflevering 6            |
| 6.     | Team Verstappen (Annemarie en Sebastiën) | Zwemmen    | Opgegeven in aflevering 5            |